# Ed Elisian
Edward "Ed" Gulbeng Elisian, il cui vero cognome era Eliseian (Oakland, 9 dicembre 1926 – Milwaukee, 30 agosto 1959), è stato un pilota automobilistico statunitense.
Corse nella serie Champ Car tra il 1954 ed il 1959.
Alla 500 Miglia di Indianapolis 1955 si fermò per tentare di salvare il collega Bill Vukovich dal rogo della sua vettura. Fu l'unica volta nella storia della 500 Miglia dove un pilota con vettura non danneggiata si fermò per soccorrere un compagno. Il gesto gli valse tutti gli onori del caso, insieme alla collera del suo titolare di scuderia.
Tre anni dopo alla 500 Miglia partito dalla seconda piazza, sbandò alla terza curva innescando una carambola che causò la morte di Pat O'Connor. Meno di un mese dopo rimase coinvolto in un altro scontro che uccise Jim Davis. Sebbene assolto da ogni colpa, la sua impopolarità tra i colleghi aumentò.
Morì l'anno successivo durante la gara di campionato a Milwaukee. Venne sepolto presso il cimitero Mountain View ad Oakland, California.
Tra il 1950 e il 1960 la 500 Miglia di Indianapolis faceva parte del Campionato Mondiale, per questo motivo Elisian ha all'attivo anche cinque Gran Premi in Formula 1.

## Risultati in Formula 1
| 1954 | Scuderia                             | Vettura                      |  |    |  |  |  |  |  |  |  |  |  | Punti | Pos. |
| ---- | ------------------------------------ | ---------------------------- |  | -- |  |  |  |  |  |  |  |  |  | ----- | ---- |
| 1954 | H.A. Chapman Peter Wales Trucking NQ | Stevens Kurtis Kraft 4000 NQ |  | 18 |  |  |  |  |  |  |  |  |  | 0     |      |

| 1955 | Scuderia                                  | Vettura           |  |  |     |  |  |  |  |  |  |  |  | Punti | Pos. |
| ---- | ----------------------------------------- | ----------------- |  |  | --- |  |  |  |  |  |  |  |  | ----- | ---- |
| 1955 | Lutes Truck Parts NQ Westwood Gauge/Wales | Kurtis Kraft 4000 |  |  | Rit |  |  |  |  |  |  |  |  | 0     |      |

| 1956 | Scuderia                 | Vettura           |  |  |     |  |  |  |  |  |  |  |  | Punti | Pos. |
| ---- | ------------------------ | ----------------- |  |  | --- |  |  |  |  |  |  |  |  | ----- | ---- |
| 1956 | Hoyt Machine/Fred Sommer | Kurtis Kraft 500C |  |  | Rit |  |  |  |  |  |  |  |  | 0     |      |

| 1957 | Scuderia                    | Vettura           |  |  |     |  |  |  |  |  |  |  |  | Punti | Pos. |
| ---- | --------------------------- | ----------------- |  |  | --- |  |  |  |  |  |  |  |  | ----- | ---- |
| 1957 | McNamara / Kalamazoo Sports | Kurtis Kraft 500C |  |  | Rit |  |  |  |  |  |  |  |  | 0     |      |

| 1958 | Scuderia  | Vettura              |  |  |  |     |  |  |  |  |  |  |  | Punti | Pos. |
| ---- | --------- | -------------------- |  |  |  | --- |  |  |  |  |  |  |  | ----- | ---- |
| 1958 | John Zink | Watson Indy Roadster |  |  |  | Rit |  |  |  |  |  |  |  | 0     |      |

| Legenda | 1º posto     | 2º posto | 3º posto    | A punti         | Senza punti/Non class.  | Grassetto – Pole position Corsivo – Giro più veloce |
| Legenda | Squalificato | Ritirato | Non partito | Non qualificato | Solo prove/Terzo pilota | Grassetto – Pole position Corsivo – Giro più veloce |